# Militärflugplatz Ukrainka

i7
i11
i13

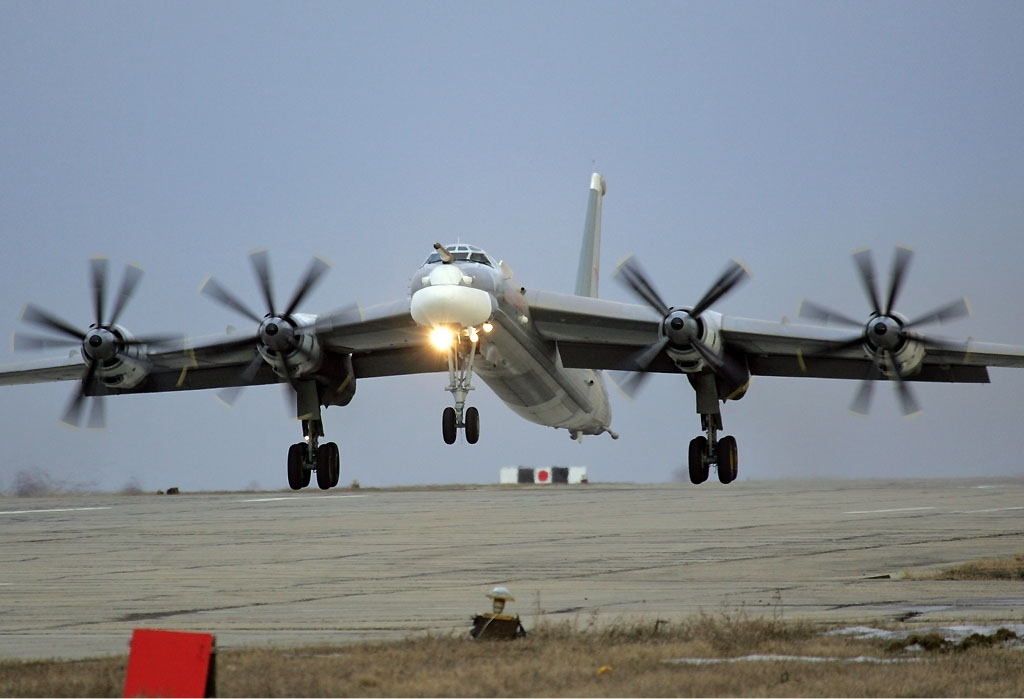
Strategischer Bomber Tu-95 (2006)

Der Militärflugplatz Ukrainka (russisch аэродром Украинка, ICAO-Code: UHBU, RU-LID: ЬХБУ) ist ein Militärflugplatz in der fernöstlichen Oblast Amur Russlands, benannt nach dem nahegelegenen Dorf Ukrainka.
Der seit den 1950er-Jahren bestehende Flugplatz wird von den Fernfliegerkräften benutzt.

## Geschichte
Nach Plänen aus dem Jahr 1953 sollten von Ukrainka aus Tu-95-Langstreckenbomber US-amerikanische Basen im Hawaii-Archipel, auf den Midwayinseln und auf Guam sowie Kanada angreifen können.
Heute ist der Militärflugplatz Standort des 79. und 182. schweren Bombenfliegerregiments innerhalb der 326. schweren Bombenfliegerdivision und wurde im Zuge der Streitkräftereform Ende der 2000er Jahre zeitweise in 6952. Fliegerbasis umbenannt.
Zwei am 28. Juli 2010 in Workuta gestartete Tu-95MS sollen hier nach 43-stündigem Rekordflug gelandet sein.
Im Juni 2025 soll ein im Rahmen der Operation Spinnennetz erfolgter ukrainischer Angriff auf den Flugplatz erfolgreich abgewehrt worden sein.